# Daniel P. Mannix
Daniel Pratt Mannix IV (27 de octubre de 1911-29 de enero de 1997) fue un autor, periodista, fotógrafo, intérprete de carnaval, mago, entrenador de animales, y cineasta estadounidense. Sus obras más conocidas son el libro de 1958 Those About to Die, que fue continuamente impreso durante tres décadas y fue la base para la película de Ridley Scott Gladiator; y la novela de 1967 El zorro y el sabueso que en 1981 fue adaptada en una película animada por Walt Disney Productions.

## Niñez
La familia Mannix tenía una larga historia al servicio de la Armada de los Estados Unidos, y su padre, Daniel P. Mannix, III, era un oficial naval estadounidense. Su madre solía unirse a su marido en sus puestos, y los niños se quedaban con sus abuelos en su granja a las afueras de Filadelfia. Fue allí donde Mannix empezó a mantener y criar varios animales salvajes. Con el tiempo, el coste de alimentarles le llevó a escribir su primer libro, The Back-Yard Zoo. Siguiendo la tradición familiar, Mannix se matriculó en la Academia Naval de los EE. UU. en 1930, pero al año siguiente se mudó a la Universidad de Pensilvania y obtuvo una licenciatura en periodismo en lugar de zoología.

## Carrera
Mannix sirvió como teniente naval en el Laboratorio de Foto-Ciencia en Washington D. C. durante Segunda Guerra Mundial. Su carrera diversa incluyó actuar como tragasables y escupefuegos en un espectáculo ambulante de carnaval, bajo el nombre artístico de El Gran Zadma. Sus artículos sobre estas experiencias, coescritos con su esposa Jule Junker Mannix y publicados en diversas revistas, probaron ser muy populares y se reimprimieron varias veces en 1944 y 1945, y luego se expandieron al formato de libro en su relato de 1951 sobre la vida en el circuito de feria y carnaval Step Right Up, que fue reimpreso en 1964 como Memoirs of a Sword Swallower. Fue también a veces cazador profesional, coleccionista de fauna y flora para zoológicos y circos, y entrenador de aves. Esta última habilidad la exhibió en el cortometraje de 1956 Universal Color Parade: Parrot Jungle, en que aparece acreditado como escritor, actor, director, productor, fotógrafo, y entrenador de aves.
Mannix cubrió una amplia variedad de temas como autor. Sus libros iban desde historias de ficción para niños, a novelas para adultos que presentan caracteres animales con psicología y biología precisas, a la historia natural de los animales, de relatos aventureros sobre la caza mayor hasta temas sensacionalistas de no ficción para adultos, como una biografía de Aleister Crowley, relatos sobre artistas de carnaval y fenómenos de feria, y entre otras cosas, el Hellfire Club, el comercio de esclavos en el Atlántico, la historia de la tortura, y los juegos de gladiadores. En 1983, editó The Old Navy: the Glorious Heritage of the U. S. Navy, Recounted through the Journals of an American Patriot by Rear Admiral Daniel P. Mannix, III, una biografía póstuma con la vida y carrera naval de su padre desde la Guerra hispano-estadounidense de 1898 hasta su jubilación en 1928.
En su función como fotoperiodista, Mannix presenció la muerte de la famosa herpetóloga Grace Olive Wiley cuando fue fatalmente mordida por una cobra india. El 20 de julio de 1948, Wiley, entonces de 64 años, invitó a Mannix a su casa en Cypress, California, para fotografiar su colección de serpientes. Posó para él con una cobra india que había adquirido recientemente, a sugerencia de Mannix, y la culebra le mordió un dedo cuando se asustó con el flash de la cámara de fotos. Siguiendo sus instrucciones, Mannix le puso un torniquete en el brazo, pero desafortunadamente, al intentar administrarle su único vial de suero antiveneno encontró que la aguja estaba oxidada, y accidentalmente rompió el vial. A su petición, la llevó al hospital municipal de Long Beach, pero el hospital solo tenía sueros contra culebras norteamericanas. Wiley fue colocada en un pulmón de acero para ayudarla a respirar, pero fue en vano; fue declarada muerta menos de dos horas después de ser mordida. Quince años más tarde, Mannix escribió un relato del suceso en su libro All Creatures Great and Small, en que llamó a Wiley la "mujer sin miedo".
Mannix fue también un hábil mago, historiador de la magia, y coleccionista de trucos y aparatos de ilusionismo. En 1957, fue uno de los 16 miembros fundadores de la Munchkin Convention of the International Wizard of Oz Club. Preparó el manuscrito de una enciclopedia sobre Oz y contribuyó con numerosos artículos al Baum Bugle, incluyendo sobre la extravagancia musical de 1902, El Mago de Oz.

## Vida personal
Mannix y su esposa y en algún momento coautora Jule Junker Mannix viajaron por todo el mundo y criaron animales exóticos. Jule Mannix escribió el libro Married to Adventure en 1954 como un relato autobiográfico de su vida aventurera con Mannix. La pareja tuvo un hijo, Daniel Pratt Mannix, V, y una hija, Julie Mannix von Zerneck (luego casada con el productor televisivo Frank von Zerneck). Desde 1950, Daniel y Jule Mannix vivieron en la misma casa en East Whiteland, cerca de Malvern, Pensilvania. Jule Mannix murió el 25 de mayo de 1977. Mannix falleció el 29 de enero de 1997, a la edad de 85 años, y le sobrevivieron su hijo e hija, cuatro nietos (incluyendo Danielle von Zerneck), y cuatro bisnietos.

## Influencia literaria
Según el libro de Martin M Winkler, Gladiator: Film and History, el libro de no ficción de 1958 de Mannix Those About to Die (reimpreso en 2001 como The Way of Gladiator) fue la inspiración para el guion de David Franzoni para la película del 2000 Gladiator.

### Libros
- The Back-Yard Zoo, Coward-McCann, 1934
- More Back-Yard Zoo, 1936
- Step Right Up!. New York: Harper. 1951. OCLC 529468.; reimpreso como Memoirs of a Sword Swallower, Ballantine, 1964; reimpreso otra vez en 1992 por Brainiac Books como Memoirs of a Sword Swallower con una nueva introducción de Herschell Gordon Lewis
- Hunter, Hamish Hamilton, 1952
- King of the Sky, 1953
- Tales of the African Frontier (con J.A. Hunter), Harper & Bros., 1954
- The Wildest Game (con Peter Ryhiner), J.B. Lippincott, 1958
- Those About to Die, Ballantine, 1958; reimpreso como The Way of Gladiator, 2001
- The Hellfire Club, Ballantine, 1959
- The Beast: The Scandalous Life of Aleister Crowley, Ballantine, 1959
- Negro Cargoes: A History of the Atlantic Slave Trade 1518–1865 (con Malcolm Cowley), Viking Press, 1962
- The Autobiography of Daniel Mannix: All Creatures Great and Small, McGraw-Hill, 1963
- The History of Torture, Dell, 1964 (paperback); Hippocrene Books, 1986
- The Outcasts, 1965
- A Sporting Chance: Unusual Methods of Hunting, E.P. Dutton, 1967
- The Last  Eagle, 1967
- El zorro y el sabueso, E.P. Dutton, 1967
- The Killers, E.P. Dutton, 1968
- Troubled Waters: The Story of a Fish, a Stream and a Pond (con Patricia Collins), E P Dutton, 1969
- The Healer, E.P. Dutton, 1971
- Drifter, E.P. Dutton, 1974
- The Secret of the Elms, Crowell, 1975
- Freaks: We Who Are Not As Others, Re/Search Publications, 1976
- The Wolves of París, (hardcover) 1978; Avon (paperback), 1979, 1983
- The Old Navy: The Glorious Heritage of the U.S. Navy, Recounted through the Journals of an American Patriot by Rear Admiral Daniel P. Mannix, III, editado por Daniel P. Mannix IV, Macmillan, 1983
- A Running Brook of Horror, A Dark and Stormy Night

## Filmografía
- King of the Sky, 1953 (cortometraje documental) (escritor, actor, director, productor, entrenador de aves)
- Universal Color Parade: Parrot Jungle, 1958 (cortometraje) (escritor, director, productor, fotógrafo, entrenador de aves)
- Killers of Kilimanjaro, 1959 (adaptación de su relato African Bush Adventures)
- El zorro y el sabueso, 1981 (adaptación de su libro homónimo)